# Electrostrymon xenophon
Electrostrymon xenophon är en fjärilsart som beskrevs av Donovan 1800. Electrostrymon xenophon ingår i släktet Electrostrymon och familjen juvelvingar. Inga underarter finns listade i Catalogue of Life.